# Martin Uher (dopravce)

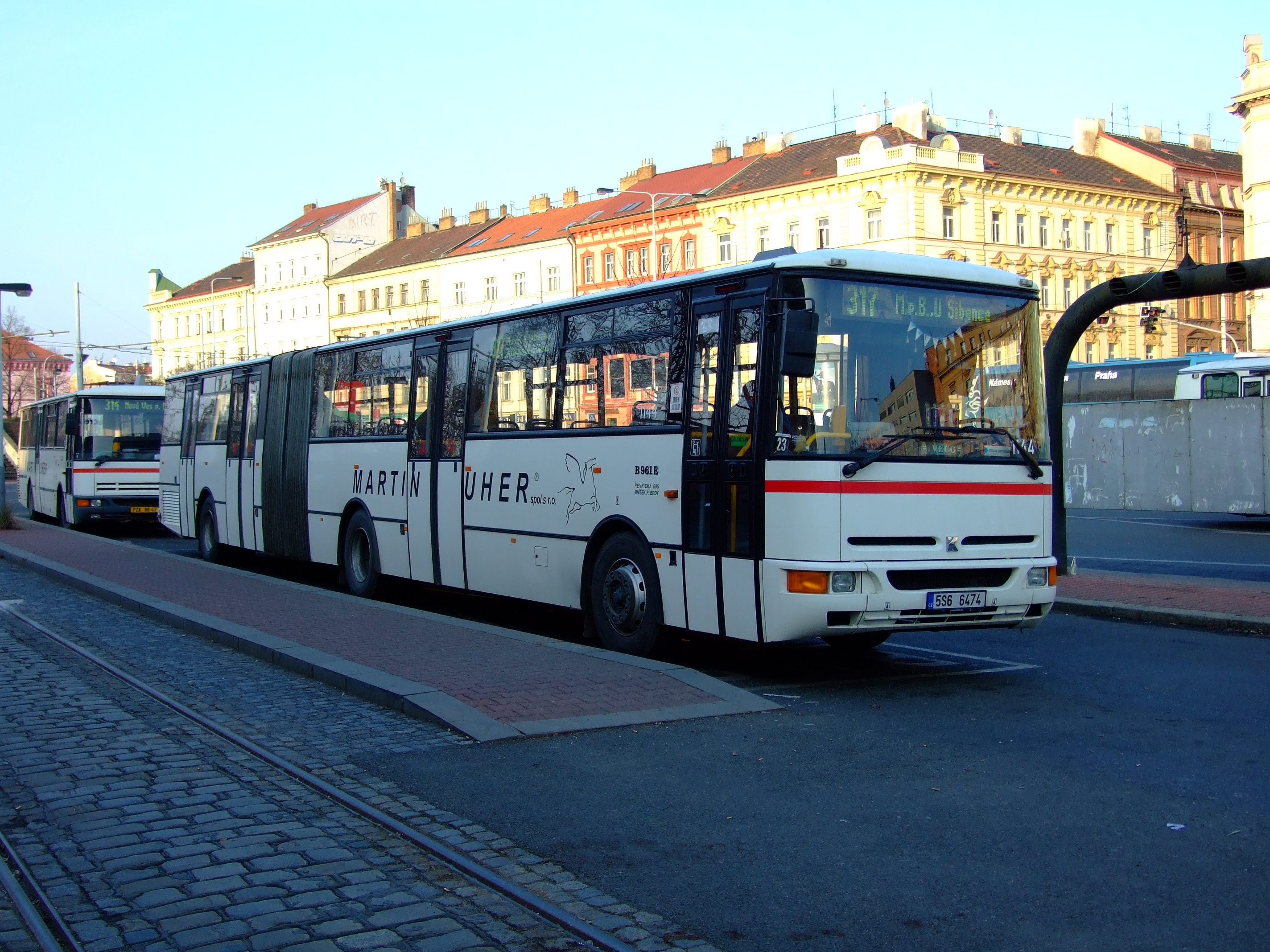
Kloubová Karosa B 961 v barvách dopravce

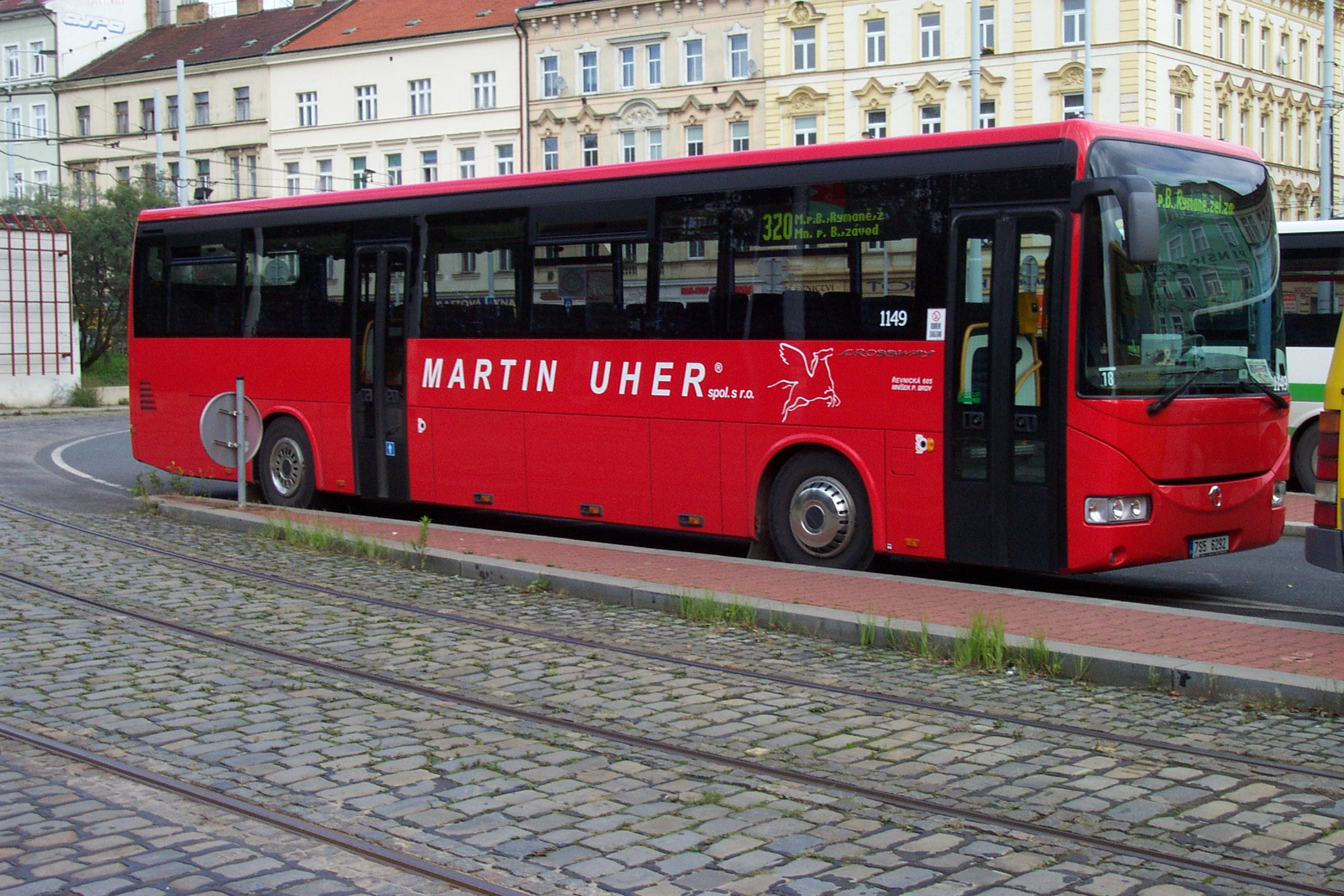
Iveco Crossway 12.8 na Smíchově

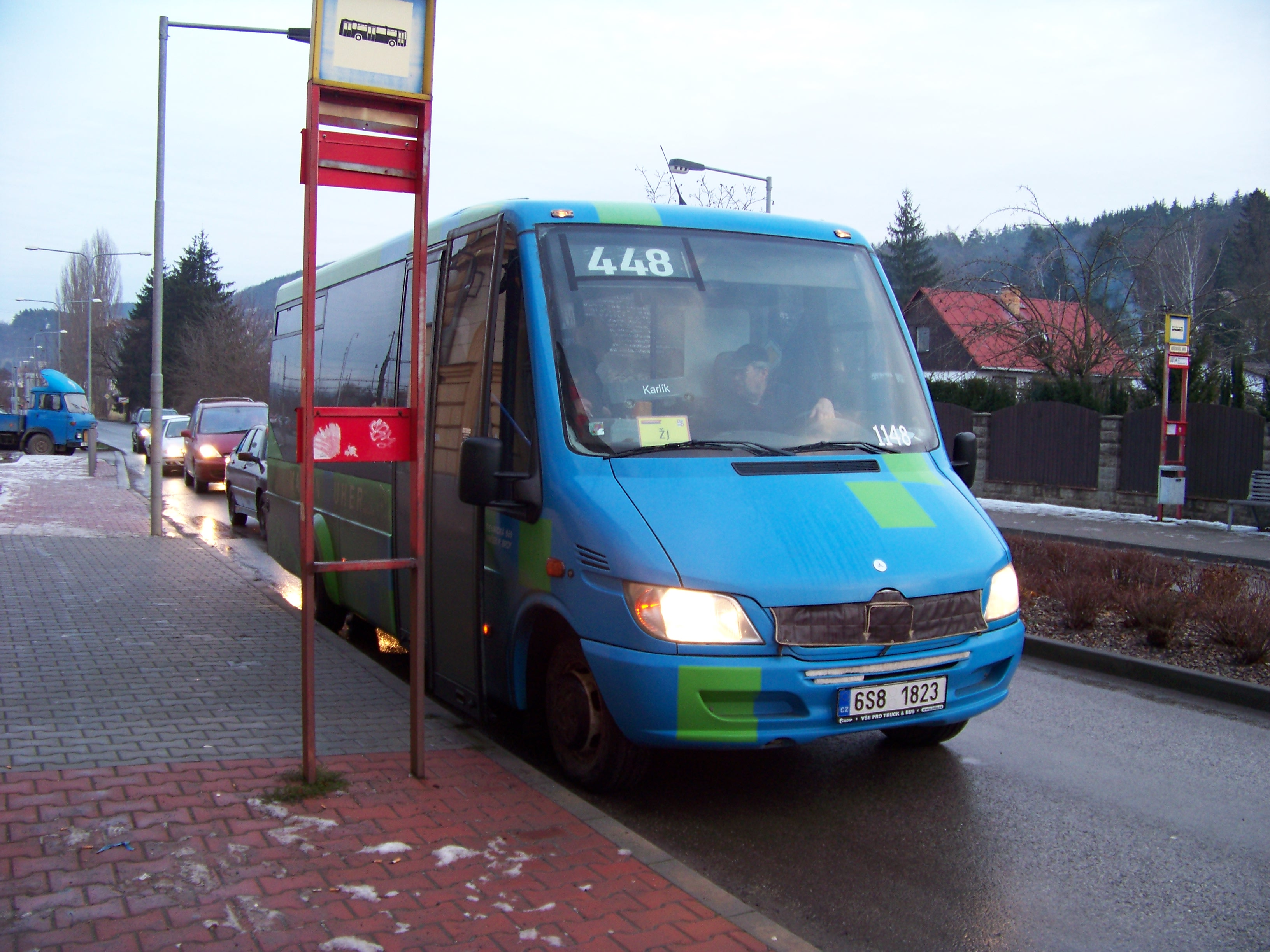
Minibus Mercedes-Benz O 616 na lince 448 v Dobřichovicích

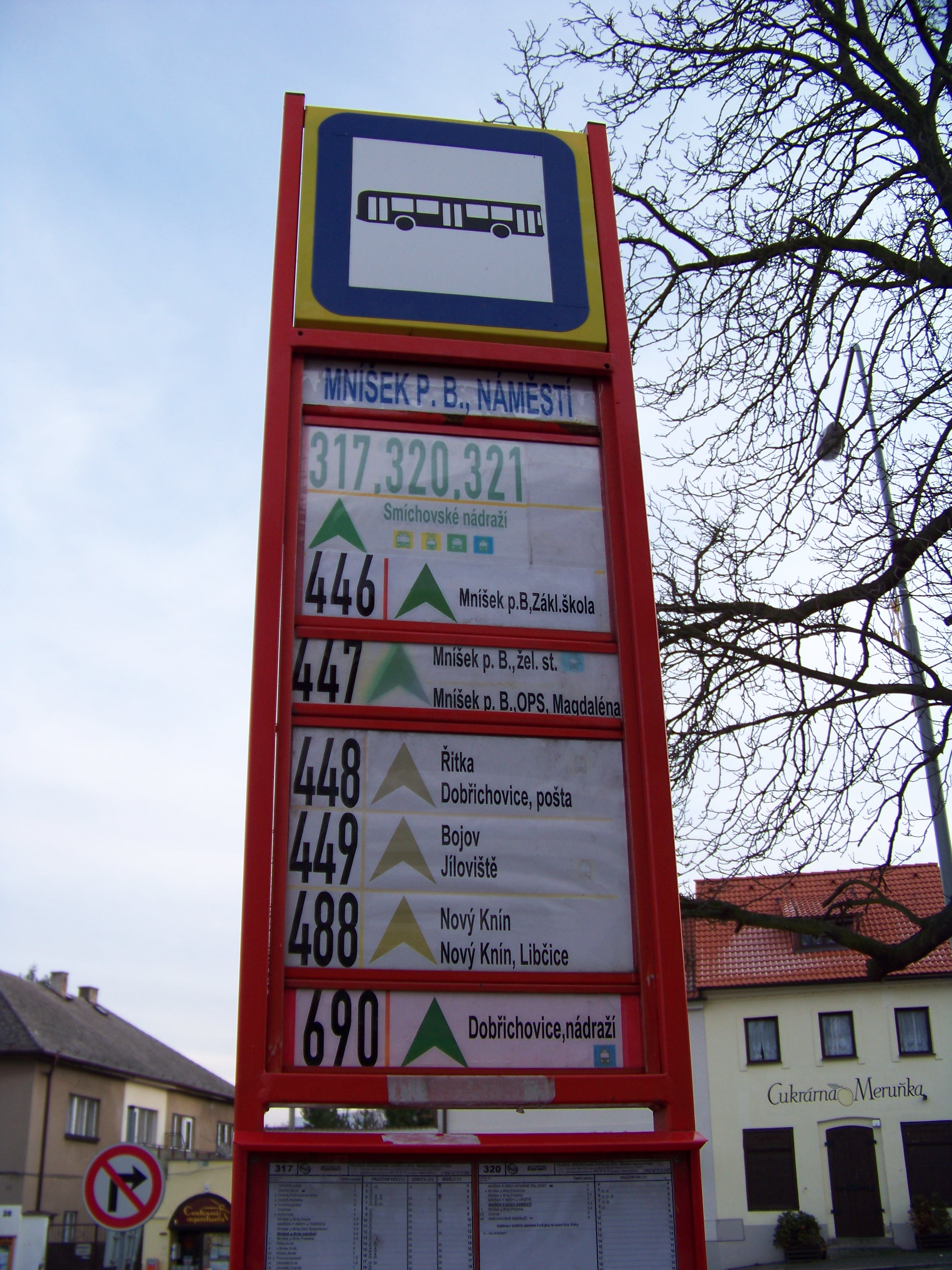
Zastávkový sloupek dopravce v Mníšku pod Brdy

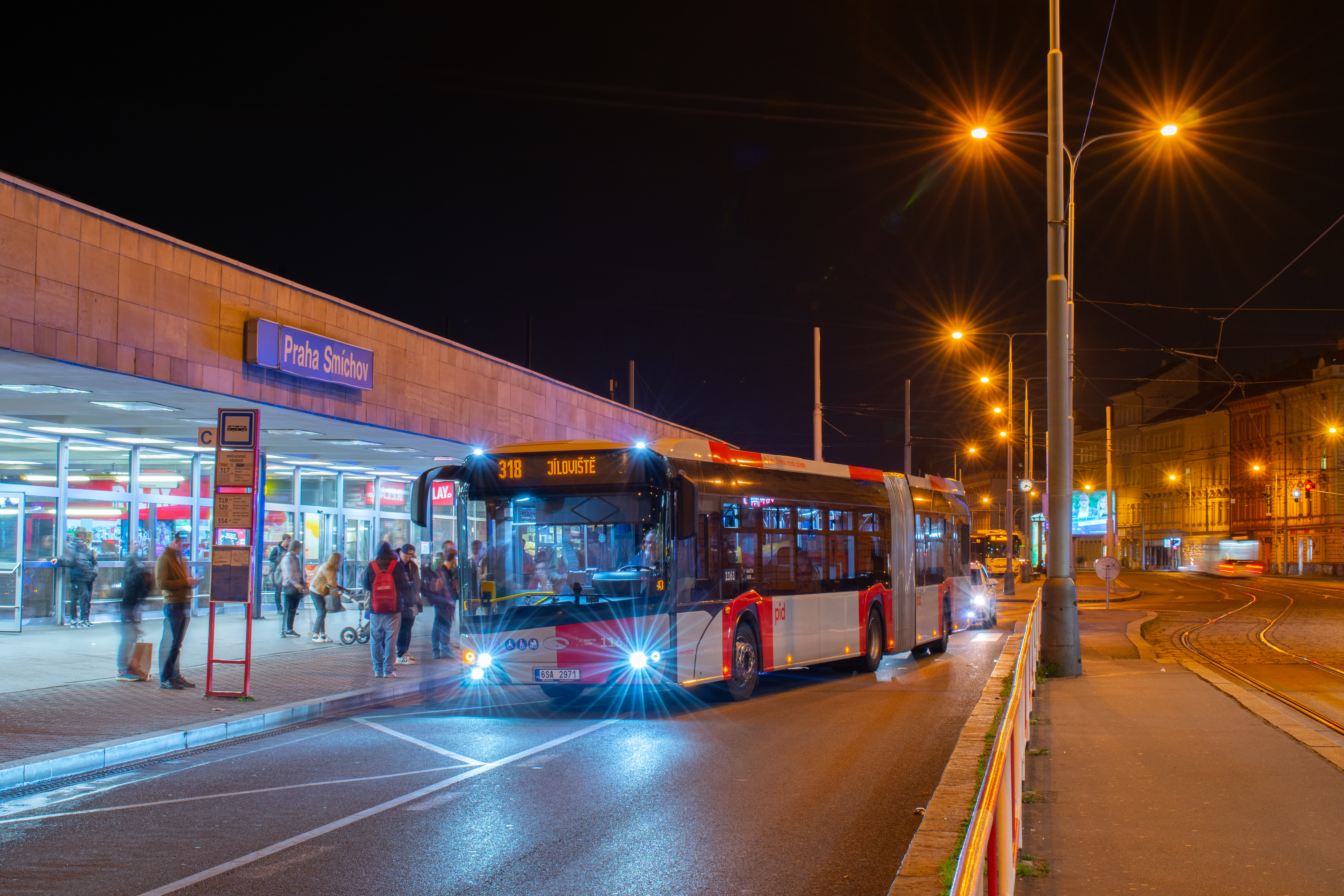
Autobus Solaris Urbino 18 čtvrté generace v barvách IDS Pražská integrovaná doprava na Smíchovském nádraží

MARTIN UHER, spol. s r. o. (IČO 267 39 135) je dopravní společnost navazující od roku 2002 na podnikání ve veřejné autobusové dopravě, které začal Martin Uher (* 1963) v roce 1992 jako živnostník. Společnost sídlí v Mníšku pod Brdy, kde má i dopravní provozovnu včetně dílen a dispečinku. Byla zapsána 2. prosince 2002. Výrazně většinový podíl 6,505 milionu Kč vlastní Martin Uher z Mníšku pod Brdy, menšinový vklad 20 000 Kč v ní má Hana Uhrová z Březové-Oleška, po navýšení základního jmění v roce 2003 jsou vlastnické podíly v obchodním rejstříku zapsány chybně. Společnost provozuje autobusové linky v systému Pražské integrované dopravy v oblasti od Prahy na Mníšecko a v okolí Vltavy a Berounky jižně od Prahy. Vlastní kolem 40 autobusů. Je členem středočeského profesního sdružení ADSSS.

## Historie
V březnu 1991 začal Martin Uher podnikat jako smluvní řidič pro dopravce FEDOS na městské lince 255 od smíchovského nádraží na Strnady na Zbraslavi. Od 1. října 1992 ji provozoval již jako přímý subdodavatel Dopravního podniku hl. m. Prahy na vlastní živnostenský list pod značkou „Martin Uher – autobusová doprava“ a po liberalizaci silniční dopravy Zákonem o silniční dopravě č. 111/1994 Sb. na ni získal vlastní licenci. Celotýdenní provoz zajišťoval zpočátku jedním pronajatým autobusem, počátkem roku 1993 pak zakoupil první vlastní autobus. V roce 1994 již firma vlastnila čtyři autobusy a kromě linky 255 zajišťovala zájezdovou dopravu a do 30. června 1995 i školní linku ve Štěchovicích.
V roce 1995 získal ve veřejné obchodní soutěži novou linku PID číslo 360 ze Smíchova přes Jíloviště do Trnové, což byla od 1. září 1995 historicky první příměstská linka PID, kterou neprovozoval Dopravní podnik hl. m. Prahy a. s. Vozový park v té době rozšířil na 6 autobusů. Od 14. prosince 2003 byla linka 360 zkrácena na Jíloviště a v úseku do Trnové nahrazena závlekem linek 318 a 322.
Od roku 1995 se podnik příležitostně podílel na zajišťování náhradní autobusové dopravy za pražské tramvaje.
Od 1. července 1996 provozoval svazek linek PID od smíchovského nádraží na Mníšecko (linky 317, 321, 318, 322, 330) a linku 338 na Štěchovicko. Vozový park byl rozšířen na 12 autobusů, v září 1997 pak na 16 autobusů. 24. srpna 1998 přibyla ještě linka 320.
28. května 2000 začal provozovat v okolí Mníšku linky 348 a 349, kolem roku 2001 až 2002 přečíslované na 448 a 449. 24. července 2000 přibyla linka 388, 31. října 2002 linka 488. 1. ledna 2003 začal provozovat linku 314, do které byla od 26. února 2006 začleněna i stávající linka 255. Od 21. června 2003 provozuje, rovněž v rámci PID, sezónní cyklobus 290690 (690) z Dobřichovic v údolí Berounky na hřeben Hřebenů do Kytína.
Od 12. prosince 2004 byly linky 320, 322, 330, 360 a 388 zrušeny a provoz ostatních linek byl reorganizován, linka 488 byla zásadně změněna a přitom převedena na firmu Bosák. Od 1. září 2007 byla linka 320 opět zavedena vyčleněním rychlíkových spojů z linky 321. 9. prosince 2007 byla v Mníšku zavedena místní linka č. 447.
Počátkem roku 2010 provozuje linky 314, 317, 318, 320, 321, 447, 448, 449 a linku cyklobusu 290690 (690).
V době, kdy firma zajišťovala jen linky 255 a 360, byly větší opravy smluvně zajištěny u ČSAO Hostivař. Po převzetí mníšeckých linek v červenci 1996 si pronajala jako technické zázemí prostory ve Výzkumném ústavu rud v Mníšku a v září 1997 firma zakoupila v Mníšku vlastní objekt, jehož části pronajímá i velkoobchodní firmě, od které kupuje náhradní díly. V té době zaměstnávala 19 řidičů, 4 mechaniky a vlastnila 16 autobusů. V roce 2000 podnik vlastnil 25 autobusů, z nichž 16 pravidelně vyjíždělo na linky, a zaměstnával 24 řidičů, 6 mechaniků a 2 dispečery a měsíční výkony na linkách PID byly kolem 96 tisíc kilometrů.
Spojení řidičů s dispečinkem společnosti Martin Uher je zajištěno mobilními telefony v síti Eurotel. Od dubna 2009 byla firma Martin Uher jedním ze 4 příměstských dopravců PID, kteří byli plně zapojeni do systému MPV (Monitorování polohy vozidel) technologií GPS.
Podle výroční zprávy organizace ROPID za rok 2011 se společnost podílela 2,33 % na dopravních výkonech v rámci autobusové dopravy PID.
Od 20. června 2016 provozuje v pracovní dny midibusovou městskou linku 243 na území pražské čtvrtí Lipence v trase Dolní Černošice – Dolnočernošická – Lipence – Ke Kazínu – Kazín. Později se k ní přidala i linka 242 (Dolní Černošice - Zbraslavské nám.) Výběrové řízení na tyto linky vyhrála společnost About Me, ta na tyto linky ale nikdy nevyjela a Martin Uher zde tak zajišťuje provoz formou subdodávky.
V roce 2021 se odehrála změna také v linkovém vedení na Mníšecku, linka 321 byla zrušena a její spoje byly převedeny pod linku 320, kterou dopravce rovněž provozuje.

## Vozový park
Vozový park tvoří autobusy značek Karosa, Mercedes-Benz, Solaris a MAN. Mají přidělena evidenční čísla z řady 1101 až 1180. Zpočátku firma kupovala ojeté autobusy, zhruba od roku 2000 koupila i mnoho nových.
- Irisbus Crossway 12 (1115 - 1116; 1156)
- Irisbus Crossway 12 LE (1113)
- Iveco Crossway 12 (1119)
- Iveco Crossway 12 LE (1118; 1120 - 1130)
- Mercedes-Benz Sprinter (1102, 1105), minibus, od dubna 2009
- Solaris Urbino 18 (1161; 1166 - 1173; 1177; 1179 - 1180), kloubový nízkopodlažní autobus, od 11. dubna 2009 (v říjnu 2007 jezdil zapůjčený předváděcí autobus Solaris Urbino 18 pod číslem 1111), od roku 2010 do 2014 jezdilo ještě ev. č. 1157, autobus však 5. prosince 2014 postihl požár s totální škodou v provozovně v Mníšku pod Brdy[6] a byl vyřazen
- MAN Lion’s City G (1174 - 1176; 1178), kloubový nízkopodlažní autobus, od prosince 2015
- SKD Stratos (1101, 1103 - 1104)
- Dekstra LF 38 (1106; 1108 - 1109)
- Vehixel Cityos (1107)

### Historické vozy
- Škoda 706 RO (v renovaci)
- Škoda 706 RTO LUX (V 5171)
- Škoda 706 RTO CAR (PZA 74-82)
- Škoda 706 RTO MTZ (11V 4061)
- Jelcz PO-1E
- Karosa ŠL 11 (v renovaci)
- Karosa ŠD 11 (LIB 04-11)
- Ikarus 280 (KVA 46-47)
- Karosa C834 (1100, PZA 71-70)